# Олександрійський педагогічний фаховий коледж імені В.О. Сухомлинського
Олександрійський педагогічний  фаховий коледж імені В. О. Сухомлинського — заклад фахової передвищої освіти  розташований в Кіровоградській області , Олександрія, Україна. Коледж названо на честь видатного педагога Василя Сухомлинського . При коледжі є музей В.О.Сухомлинського.

## Директори
- Гайдук Станіслав Микитович

- Литвин Анатолій Васильович

## Історія
- 01.07.1911 - 1915  - педагогічна семінарія
- 1920-1925 -  педагогічний технікум
- 1928-1931 -  технікум підготовки вчителів початкової школи
- 18.12.1944 - перейменовано в педагогічне училище
- 22.12.1980 - присвоєно ім'я В.О.Сухомлинського
- 1989 - отримано статус вищого педагогічного училища (коледжу)
- 2001 - перереєстрація в Олександрійський педагогічний коледж імені В.О.Сухомлинського
- 25.01.2007 - перейменовано в Комунальний вищий навчальний заклад "Олександрійський педагогічний коледж імені В.О.Сухомлинського"
- 06.11.2020 - перейменовано в Олександрійський педагогічний фаховий коледж імені В.О.Сухомлинського